# Sisinnius (Gegenpapst)
Sisinnius (auch Zizinio, * im 8. Jahrhundert; † nach Februar 824) war Kardinal der Römischen Kirche und soll kurzzeitig Gegenpapst gewesen sein.
Er wurde vor 824 von Papst Paschalis I. zum Kardinalpriester ernannt. Bei der Papstwahl im Februar 824 soll er gegen Eugen II. zum Papst gewählt worden sein, trat jedoch bereits nach einem Monat zurück.
Sisinnius wird nur von einigen Autoren als Gegenpapst erwähnt, er taucht in den offiziellen Listen des Annuario Pontificio nicht auf.